# Alternative Tentacles
Alternative Tentacles es un Compañía discográfica independiente oriunda de San Francisco, California fundada en 1979. Fue fundada por el cantante Jello Biafra y el guitarrista East Bay Ray y originalmente era utilizada para publicar el material de su propia banda, los Dead Kennedys, y más adelante también lanzaron grabaciones de otras bandas. Si bien la disquera fue fundada por Biafra y Bay Ray hoy en día es dirigida solo por Biafra, que se convirtió en el único propietario a mediados de la década de 1980.

## Artistas

### Artistas Actuales
- Alice Donut
- Ani Kyd
- Citizen Fish
- Cross Stitched Eyes
- Dash Rip Rock
- Drunk Injuns
- Jello Biafra
- Jello Biafra and the Guantanamo School of Medicine
- Knights of the New Crusade
- Leftöver Crack
- Mumia Abu-Jamal
- Munly (and the Lee Lewis Harlots)
- Nardwuar the Human Serviette
- Noam Chomsky
- Pansy Division
- Pilot Scott Tracy
- Report Suspicious Activity
- Skarp
- Slim Cessna's Auto Club
- Subhumans
- Turn Me on Dead Man
- Unsane
- Ward Churchill
- Witch Hunt
- Zolar X

### Artistas Antiguos
- Akimbo
- Amebix
- Black Kali Ma
- BlöödHag
- Blowfly
- Brujería
- Brutal Juice
- Burning Image
- Butthole Surfers
- The Causey Way
- Comets on Fire
- Creeps On Candy
- Crucifucks
- Dead Kennedys
- The Dicks
- D.O.A.
- Eat
- The Evaporators
- eX-Girl
- F-Minus
- Facepuller
- False Prophets
- The Fartz
- The Flaming Stars
- Fleshies
- Free Beer
- Galloping Coroners (Vágtázó Halottkémek)
- God Bullies
- Grotus
- Half Japanese
- Howard Zinn
- The Hanson Brothers
- Hissanol
- Hüsker Dü
- Lard
- Life After Life
- Logical Nonsense
- Ludicra
- Mat Callahan / The Looters
- Melvins
- M.I.A.
- Mojo Nixon
- Nausea
- Neurosis
- Nomeansno
- No WTO Combo
- Pachinko
- Part Time Christians
- Pitchshifter
- Ratos de Porão
- The Phantom Limbs
- The Skatenigs
- SNFU
- Star Fucking Hipsters
- Stickdog
- Thrall
- Toxic Reasons
- Tragic Mulatto
- Triclops!
- Tribe 8
- T.S.O.L.
- Victims Family
- Wesley Willis
- The Yuppie Pricks
- Zeni Geva